# Koki
Koki este un oraș în Comore, în  insula autonomă Anjouan. În 2012 avea o populație de 5866, iar la recensământul din 1991 avea 3066 locuitori.